# Берналь, Марк
Марк Берна́ль Ка́сас (исп. Marc Bernal Casas; родился 26 мая 2007, Берга) — испанский футболист, полузащитник клуба «Барселона».

## Клубная карьера
С шестилетнего возраста тренировался в Ла Масии, детско-юношеской академии испанского клуба «Барселона». 23 июня 2023 года подписал свой первый профессиональный контракт с «Барселоной». 27 августа 2023 года дебютировал в составе клуба «Барселона Атлетик» в матче против «Логроньеса». 17 августа 2024 года дебютировал в основном составе «Барселоны» в матче Ла Лиги против «Валенсии». Спустя десять дней, 27 августа, в матче против «Райо Вальекано» получил травму колена (разрыв передней крестообразной связки левого колена и сопутствующая травма латерального мениска), из-за которой пропустит большую часть сезона 2024/25.

## Карьера в сборной
С 2023 года выступал за сборную Испании до 17 лет. В ноябре 2023 года в составе сборной Испании до 17 лет сыграл на юношеском чемпионате мира в Индонезии, а в мае 2024 года — на юношеском чемпионате Европы на Кипре.

## Достижения
«Барселона»
- Чемпион Испании: 2024/25